# American Music Club
American Music Club – amerykańska grupa muzyczna założona przez Marka Eitzela w San Francisco w 1982 roku.

## Dyskografia
- The Restless Stranger – (styczeń 1985)
- Engine – (październik 1987)
- California – (październik 1988)
- United Kingdom – (październik 1989)
- Everclear – (październik 1991)
- Mercury – (marzec 1993)
- San Francisco – (wrzesień 1994)
- Love Songs for Patriots – (wrzesień 2004)
- The Golden Age – (luty 2008)